# Valeria Ciavatta
Valeria Ciavatta, född den 16 januari 1959, är en sanmarinsk politiker som har fungerat som landets statschef två gånger: först år 2003 och senare år 2014.

## Bakgrund och privatliv
Ciavatta har studerat vid universitetet i Urbino och hennes slutarbete behandlade familjerätten. Till yrket är hon en notarie..
Hon är gift och har två barn.

## Politisk karriär
Ciavatta har varit medlem i partiet Folkets allians (italienska Alleanza Popolare) tills partiet förenades med ett nytt parti Framtids republik år 2017. Hon var en av Folkets allians grundare på 1990-talet. Mellan 1978 och 1990 var hon medlem i det kristdemokratiska partiet..
San Marinos Stora och allmänna råd valde Ciavatti tillsammans med Luca Beccani till regerande kaptener i början av mars 2014.
År 2014 beviljades Ciavatta Italienska republikens förtjänstorden.